# Lymantria idea
Lymantria idea este o specie de molii din genul Lymantria, familia Lymantriidae, descrisă de Felix Bryk 1949 Conform Catalogue of Life specia Lymantria idea nu are subspecii cunoscute.